# Swingin' Utters (album)
Swingin' Utters is het vierde studioalbum van de gelijknamige Amerikaanse punkband Swingin' Utters. Het album werd uitgegeven door het label Fat Wreck Chords op 10 oktober 2000. Het album werd in 2015 door hetzelfde label opnieuw uitgegeven.

## Nummers
1. "Pills & Smoke" - 2:34
2. "Taken Train" - 2:11
3. "Watching the Wayfarers" - 1:55
4. "The Note" - 2:51
5. "Will Success Spoil Rock Hunter?" - 2:33
6. "Playboys, Punks, and Pretty Things" - 3:05
7. "Second Skin" - 1:59
8. "Eddie's Teddy" - 2:44
9. "Teen Idol Eyes" - 2:25
10. "The Green Glass" - 2:00
11. "Scum Grief" - 2:19
12. "Another Day" - 1:58
13. "Step Inside this Room" - 2:36
14. "Little Creeps" - 2:00
15. "My Glass House" - 3:28

## Muzikanten
Band
- Johnny Peebucks - zang
- Max Huber - gitaar, zang
- Darius Koski - gitaar, zang, accordeon, elektronisch orgel, altviool, viool
- Greg McEntee - drums
- Spike Slawson - basgitaar, zang

Aanvullende muzikanten
- Max Butler - pedal-steelguitar, mandoline
- Pat Johnson - piano
- Mikey Porter - cello
- Rockin' Lloyd Tripp - contrabas op het nummer "Watching the Wayfarers"
- Ryan Greene - slagwerk